# 八幡市立図書館
八幡市立図書館（やわたしりつ としょかん）は、京都府八幡市にある公共図書館の総称。八幡菖蒲池にある八幡市民図書館（やわたしみんとしょかん）、男山竹園にある男山市民図書館（おとこやましみんとしょかん）の2館からなる。

## 概要
- 貸出期間 - 3週間12冊まで
- 近隣市町村との相互利用制度 - なし（貸し出しは八幡市民・八幡市に通勤・通学する人のみ）
- 移動図書館 - あり
- 休館日 - 男山市民図書館が月曜日、八幡市民図書館が金曜日となっている。（2011年3月現在）

## 沿革
八幡市は1970年代に人口が急増し、1977年11月に645番目の市として市制施行を実施した。市の基本構想として「緑ゆたかな文化の都市づくり」が定められたが、その大きな柱の一つとなる施設として図書館が計画された。当時150の市で図書館が無かったが、1979年度の国庫補助金対象として全国で30館の中から選ばれ、市制施行からわずか3年後の1980年に開館が実現した。財政的な問題から新たな土地を取得することが難しかったため、1978年6月まで使用していた市役所の旧庁舎跡に建設された。八幡市民図書館は1階が児童図書館、2階が成人図書館の配置になっており、当初からエレベーターと障害者用図書館が設置されるなどバリアフリーに配慮している。
1991年12月には八幡市で2館目の図書館となる男山市民図書館が男山団地に開館した。男山市民図書館は生涯学習センター1Fのワンフロア構成で、男山市民図書館の開館により、男山団地に住む市民の利便性が大幅に向上した。
このほか、八幡市観光案内所（石清水八幡宮駅）・橋本公民館・美濃山コミュニティセンターに返却ポストが設置されている。

### 年表
- 1979年9月 - 定例市議会で予算が可決される
- 1980年12月25日 - 八幡市民図書館が開館
- 1991年12月 - 男山市民図書館（現生涯学習センター）が開館

## 所在地
- 八幡市民図書館 - 京都府八幡市八幡菖蒲池11番地　【北緯34度52分41.2秒 東経135度42分16.0秒 / 北緯34.878111度 東経135.704444度】
- 男山市民図書館 - 京都府八幡市男山竹園2番地3号　【北緯34度51分21.2秒 東経135度41分49.8秒 / 北緯34.855889度 東経135.697167度】

## 交通アクセス
八幡市民図書館
- 京阪本線 石清水八幡宮駅下車 徒歩約15分
- 京阪バス「八幡小学校」下車

男山市民図書館
- 京阪本線 樟葉駅下車
- 京阪バス「くすのき小学校」下車